# Rodrygo
Rodrygo Silva de Goes (ʁoˈdɾigu ˈsiwvɐ dʒi gɔjs; Osasco, São Paulo; 9 de gener de 2001), conegut simplement com a Rodrygo, és un futbolista professional brasiler que juga com a extrem pel Reial Madrid i la selecció brasilera.
Va començar la seva carrera amb el Santos FC, on va jugar 80 partits i va fer 17 gols abans de ser traspassat al Reial Madrid a canvi de 45 milions d'euros, el 2019. A nivell internacional, Rodrygo va debutar amb la selecció absoluta del Brasil el 2019, a només 18 anys.

## Carrera de club

### Santos
Nascut a Osasco, São Paulo, Rodrygo es va incorporar a l'equip juvenil del Santos el 2011 a l'edat de deu anys, inicialment destinat a l'equip de futbol sala. El març de 2017, va ser convocat amb el primer equip al Perú per a un partit de Copa Libertadores contra l'Sporting Cristal, pel tècnic Dorival Júnior per completar l'entrenament.
El 21 de juliol de 2017, Rodrygo va signar el seu primer contracte professional, després d'acordar un contracte de cinc anys. L'1 de novembre, va ser ascendit a la plantilla principal pel tècnic interí Elano.
Rodrygo va debutar amb el seu primer equip i la Sèrie A el 4 de novembre de 2017, substituint Bruno Henrique en una victòria a casa per 3-1 contra l'Atlético Mineiro. El 25 de gener següent va marcar el seu primer gol com a sènior, marcant el gol de la victòria a l'últim minut en la victòria a casa per 2-1 contra l'Ponte Preta al Campeonato Paulista.
Rodrygo va debutar a la Copa Libertadores l'1 de març de 2018, en substitució d'Eduardo Sasha amb una derrota per 2-0 fora de casa contra el Real Garcilaso; amb 17 anys i 50 dies, es va convertir en el jugador més jove del Santos a debutar a la competició. Quinze dies després va marcar el seu primer gol al torneig, marcant el segon gol del seu equip mitjançant una jugada individual en la victòria per 3-1 contra el Nacional a l'Estadi Pacaembu; a l'edat de 17 anys, dos mesos i sis dies, es va convertir en el brasiler més jove a marcar a la competició abans que el seu rècord fos batut pels seus companys graduats juvenils de Santos Kaiky i Ângelo.
Rodrygo va marcar el seu primer gol a la categoria principal del futbol brasiler el 14 d'abril de 2018, marcant l'últim en la victòria a casa per 2-0 contra el Ceará. El 3 de juny, va marcar un hat-trick i també va assistir a l'últim gol de Gabriel en un gol de 5-2 contra el Vitória.
El 26 de juliol de 2018, Rodrygo va canviar el seu dorsal del 43 al 9 (un dorsal que ja va lluir durant la Libertadores). Per a la campanya del 2019, va tornar a canviar de dorsal, ara a la samarreta 11, que abans portava el seu company de graduació juvenil Neymar.

### Reial Madrid
El 15 de juny de 2018, el Reial Madrid va arribar a un acord amb el Santos per al trapàs de Rodrygo, amb el jugador que es va incorporar a l'equip blanc el juny de 2019 i va signar contracte fins al 2025. La tarifa es rumorejava era de 45 milions d'euros amb el Santos rebent 40 € milions ja que el club era propietari del 80% dels seus drets i la resta era propietat dels agents de Rodrygo.
El 25 de setembre de 2019, Rodrygo va debutar amb el primer equip i va marcar el seu primer gol a la Lliga contra l'Osasuna en un minut. Va marcar el seu primer hat-trick, i va donar una assistència el 6 de novembre, amb 18 anys i 301 dies, contra el Galatasaray en la victòria per 6-0 a la UEFA Champions League 2019-20. El segon més jove que ha marcat un hat-trick a la competició, també és el primer jugador nascut al segle XXI que marca en el torneig. En la seva primera temporada, va aconseguir fer 19 aparicions, i va marcar dos gols durant la Lliga 2019-20, que el Reial Madrid va guanyar. El 3 de novembre de 2020, Rodrygo va marcar el gol de la victòria en la victòria per 3-2 sobre l'Inter de Milà a la UEFA Champions League 2020-21.
El 12 d'abril de 2022, després d'entrar com a substitut al partit de tornada de l'eliminatòria de quarts de final de la Lliga de Campions de la UEFA 2021-22 contra el Chelsea, va marcar amb una rematada de volea per enviar el partit a la pròrroga, en què Karim Benzema va marcar el gol guanyador d'un cop de cap, permetent el Reial Madrid passar a les semifinals. El 30 d'abril, Rodrygo va ajudar el Real a aconseguir el seu 35è títol de Lliga després de marcar dos gols en la victòria per 4-0 contra l'Espanyol al Bernabéu. El 4 de maig, mentre perdia 3-5 en marcador acumulat, en el partit de tornada de la semifinal de la Champions contra el Manchester City, va marcar dos gols entre el minut 89 i el 91 per igualar i enviar el partit a la pròrroga. Benzema va marcar un penal per guanyar el partit 3-1, permetent al Reial Madrid passar a la final contra el Liverpool amb un marcador global de 6-5 i finalment guanyar el torneig. Després de la remuntada contra el City i altres contribucions guanyadores recents d'última hora, l'impacte de Rodrygo en l'equip va ser elogiat malgrat la seva jove edat i ràpidament es va convertir en un heroi de culte al Madrid.

## Carrera internacional
El 30 de març de 2017, Rodrygo va ser convocat amb el Brasil sub-17 per al Torneig de Montaigu de l'any. Va debutar al campionat marcant l'únic gol del seu equip en una derrota per 2-1 contra Dinamarca, i va marcar dos gols més contra el Camerun i els Estats Units.
El 7 de març de 2018, Rodrygo i el seu company del Santos, Yuri Alberto, van ser convocats per als sub-20, però tots dos van ser eliminats de la convocatòria sis dies després després d'una petició del president del seu club.
El novembre de 2019, Rodrygo va ser convocat per primera vegada a l'equip sènior del Brasil, per al Superclàssic de les Amèriques contra el rival Argentina a Riad, Aràbia Saudita. En la derrota per 1-0 del 15 de novembre, va substituir Willian durant els últims 20 minuts.

## Palmarès
Reial Madrid
- La Lliga: 2019–20,[36] 2021–22,[37] 2023-24[38]
- Copa del Rei: 2022-23[39]
- Supercopa d'Espanya: 2019–20,[40] 2021–22,[41] 2023-24[42]
- Lliga de Campions de la UEFA: 2021–22,[43] 2023-24[44]
- Copa Intercontinental de la FIFA: 2024[45]
- Campionats del món de clubs de la FIFA: 2022
- Supercopa d'Europa: 2022, 2024[46]

Individual
- Campeonato Paulista Millor debutant: 2018[47]
- Goal.com NxGN: 2020[48]
- Equip mundial juvenil masculí IFFHS (U20): 2020,[49] 2021[50]